# Gloucester (Ontario)
Gloucester was een stad in het oostelijk deel van Ontario (Canada), gelegen aan de rivier de Ottawa. Tegenwoordig behoort Gloucester tot de stad Ottawa, waarvan het een buitenwijk is. In Gloucester wonen circa 115.000 mensen.